# Церква Успіння Пресвятої Богородиці (Нові Петликівці, ПЦУ)
Церква Успіння Пресвятої Богородиці в Нових Петликівцях — парафія і храм Бучацького благочиння Тернопільської єпархії Православної церкви України в селі Нові Петликівці Чортківського району Тернопільської области.

## Історія церкви
Після Першої світової війни в селі збереглися стіни костелу, збудованого у 1890 році. У його будівництві брали участь як поляки, так і українці. До цього часу власного храму в селі не було, і парафіяни відвідували богослужіння в Старих Петликівцях. У цьому костелі зберігся дзвін, подарований місцевим жителем Романчиком.
До 1988 року приміщення костелу використовували як склад. З 1988 року зусиллями парафіян храм був відреставрований як зсередини, так і ззовні.
З 1944 року він належить до Київського Патріархату (нині ПЦУ).
У 2010 році за кошти парафіян святиню перекрили новою бляхою.

## Парохи
- о. Павло Двуліт (1944—2006),
- о. Андрій Шкварок (з 2006).